# Meryeta O'Dine
Meryeta O'Dine, född 24 februari 1997, är en kanadensisk snowboardåkare som tävlar i snowboardcross.

## Karriär
Vid olympiska vinterspelen 2022 i Peking tog O'Dine brons individuellt i snowboardcross samt i mixedlag i snowboardcross tillsammans med Éliot Grondin.